# MTV Unplugged (álbum de Alejandro Sanz)
MTV Unplugged é o segundo álbum ao vivo do cantor espanhol Alejandro Sanz, lançado em 2001. Alejandro é o primeiro artista espanhol a gravar um Unplugged para a MTV.

## Faixas
| N.º | Título                                                                  | Duração |  |
| 1.  | "Cuando Nadie Me Ve" (Alejandro Sanz)                                   | 5:06    |  |
| 2.  | "Y Solo Se Me Ocurre Amarte" (Alejandro Sanz)                           | 4:35    |  |
| 3.  | "Amiga Mia" (Alejandro Sanz)                                            | 5:03    |  |
| 4.  | "Se Le Apago La Luz" (Alejandro Sanz)                                   | 5:13    |  |
| 5.  | "Quisiera Ser" (Alejandro Sanz)                                         | 4:41    |  |
| 6.  | "Aprendiz" (Alejandro Sanz)                                             | 5:02    |  |
| 7.  | "Quiero Morir En Tu Veneno" (D'Romy Ledo, Adolfo Rubio, Alejandro Sanz) | 4:30    |  |
| 8.  | "Como Te Echo De Menos" (Alejandro Sanz)                                | 4:29    |  |
| 9.  | "Corazon Partio" (Alejandro Sanz)                                       | 5:00    |  |
| 10. | "Siempre Es De Noche" (Alejandro Sanz)                                  | 4:50    |  |
| 11. | "Toca Para Mi" (Alejandro Sanz)                                         | 4:13    |  |
| 12. | "Lo Que Fui Es Lo Que Soy" (Alejandro Sanz)                             | 5:24    |  |
| 13. | "Todo Es De Color" (Manuel Molina)                                      | 4:26    |  |

## Prêmios
| Ano  | Categoria                                 | Título                          | Resultado |
| ---- | ----------------------------------------- | ------------------------------- | --------- |
| 2002 | Grammy Latino por Gravação do Ano         | Y Solo Se Me Ocurre Amarte      | Ganhou    |
| 2002 | Grammy Latino por Álbum do Ano            | MTV Unplugged                   | Ganhou    |
| 2002 | Grammy Latino por Canção do Ano           | Y Solo Se Me Ocurre Amarte      | Ganhou    |
| 2002 | Prêmio Grammy Latino para Produtor do Ano | MTV Unplugged - Humberto Gatica | Nomeado   |